# Деркач Федір Трохимович
Федір Трохимович Деркач (6 грудня 1940, станиця Старомінська, тепер Старомінського району Краснодарського краю, Російська Федерація) — радянський діяч, тракторист колгоспу імені Чапаєва Старомінського району Краснодарського краю. Член ЦК КПРС у 1990—1991 роках.

## Життєпис
У 1955—1960 роках — колгоспник колгоспу імені Чапаєва Старомінського району Краснодарського краю.
З 1960 по 1961 рік служив у Радянській армії.
У 1961—1963 роках — колгоспник, з 1963 року — тракторист колгоспу імені Чапаєва Старомінського району Краснодарського краю.
Член КПРС з 1968 року.
У 1976 році закінчив заочну середню школу в станиці Старомінській Краснодарського краю.
Подальша доля невідома.